# Mojmír I
Mojmír I, Moimir I o Moymir I (in latino Moimarus o Moymarus, in ceco e in slovacco Mojmír I; ... – 846) è stato il primo sovrano noto degli slavi della Moravia (820/830–846) e capostipite della dinastia dei Mojmoridi.
In base alla storiografia moderna, la creazione dello stato altomedievale noto come Grande Moravia è attribuita alla sua politica espansionistica o a quella dei suoi successori. Il monarca fu deposto nell'846 da Ludovico il Germanico, re dei Franchi orientali.

## Contesto storico
A partire dagli anni 570, gli Avari potevano dirsi padroni di una vasta area geografica che si estendeva dai Carpazi orientali, in Europa centrale, alle estreme Alpi Orientali. Le tribù slave locali furono obbligate a versare un tributo ai loro conquistatori, ma iniziarono a dare luogo a schermaglie all'inizio del VII secolo. I primi a liberarsi dal giogo dagli Avari nel 623-624 furono coloro che abitavano la regione dell'odierna Vienna. I ribelli erano guidati da un mercante franco di nome Samo il cui regno sarebbe durato per almeno 35 anni. Tuttavia, quando egli morì tra il 658 e il 669, il suo principato crollò senza lasciare traccia alcuna e gli invasori ripresero possesso della regione.
Passò un altro secolo e mezzo prima che gli Avari venissero battuti del tutto tra il 792 e il 796 da Carlo Magno, sovrano franco. In breve tempo, una serie di principati slavi riuscì ad emergere nelle regioni del Medio Danubio in virtù della fragilità degli Avari. Tra queste entità, il principato moravo comparve in fonti scritte per la prima volta nell'822, quando i Moravi, secondo gli Annales Regni Francorum, resero omaggio al figlio di Carlo Magno, l'imperatore Ludovico il Pio.

## Biografia

### Regno

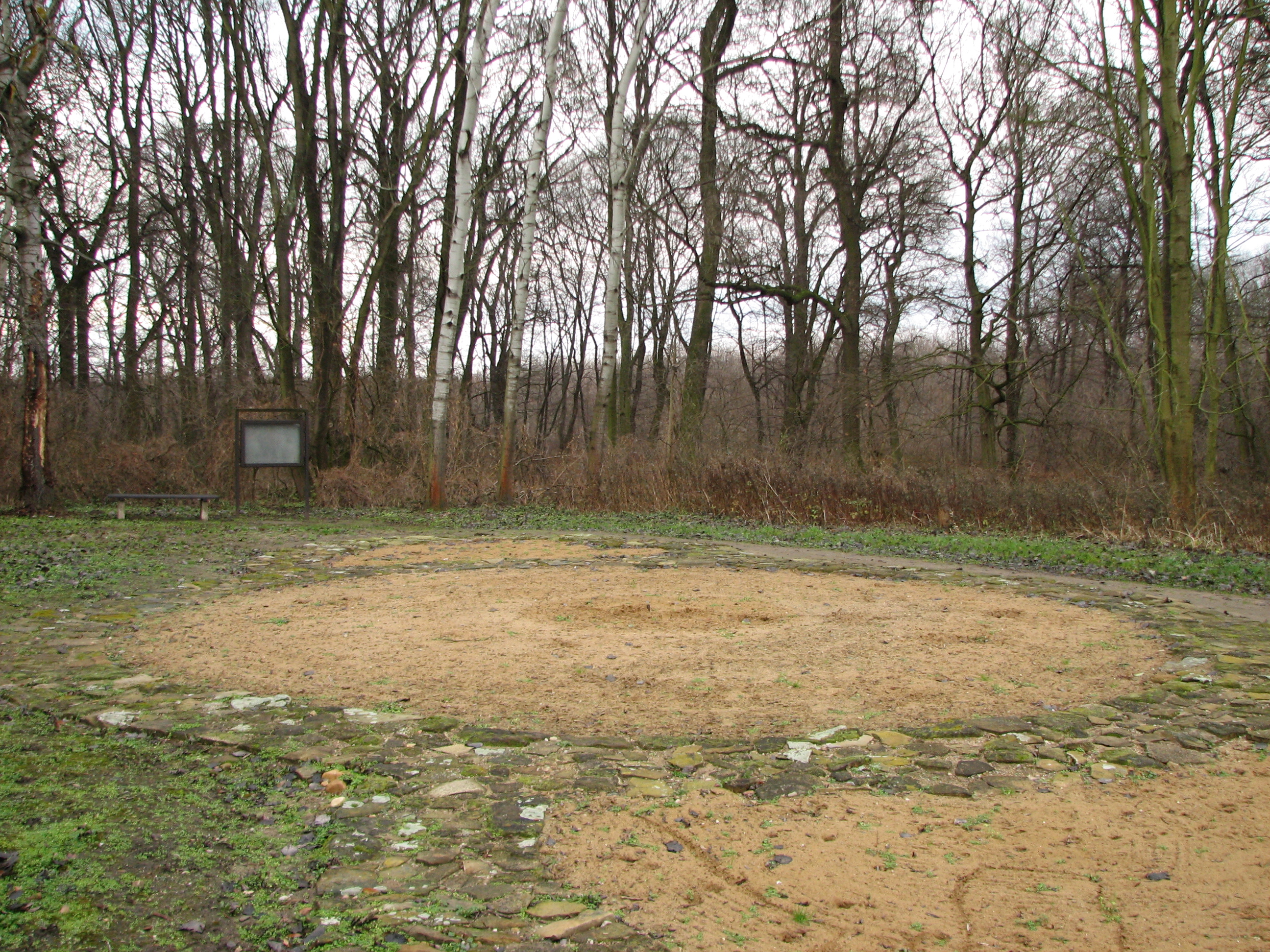
Rovine di una chiesa a Mikulčice (Repubblica Ceca)

Mojmír I si affermò in Moravia negli anni 820. Resta tuttavia incerto se egli fu il primo sovrano a congiungere le tribù slave locali in una più grande unità politica o se semplicemente fece capolino sullo scenario politico in virtù dell'incerta situazione politica. Ad ogni modo, pare che egli ebbe dei "predecessori", almeno secondo una lettera scritta intorno al 900 dai vescovi della Baviera al pontefice.
L'ipotesi secondo cui Mojmír ricevette il sacramento del battesimo tra l'818 e l'824 si basa su prove indirette, vale a dire sulla datazione di una chiesa cristiana ritrovata a Mikulčice (Repubblica Ceca) e risalente al primo quarto del IX secolo. Sebbene questa ricostruzione resti oggetto di dibattito accademico, la Storia dei vescovi di Passavia riferisce di un battesimo di massa dei Moravi nell'831 ad opera del vescovo Reginhar di Passavia. Ciononostante, il santuario pagano a Mikulčice continuò ad essere utilizzata ininterrottamente fino alla metà del IX secolo.
Le frontiere dello stato moravo sotto Mojmir I non sono conosciute con precisione. Appare tuttavia certo che i Moravi avessero avviato il processo di espansione negli anni 830. Il documento noto come Catalogo delle fortezze e delle regioni a nord del Danubio, compilato tra l'844 e l'862, riportava che i Moravi possedevano già undici fortezze in un'area geografica oggi facenti parte della Cechia e della Slovacchia. Sulla stessa linea, la Conversio Bagoariorum et Carantanorum, un'opera storica stilata nell'870, riferisce che intorno all'833 un sovrano slavo locale, Pribina, venne "condotto attraverso il Danubio da Mojmír, duca dei Moravi". Pribina era a capo di un altro principato, ma per alcuni studiosi andava inquadrato come uno dei subordinati del moravo a lui ostili. Gli storici moderni, anche se non tutti, individuano le terre di Pribina "in Nitrava ultr un Danubio" con l'odierna Nitra, in Slovacchia.

### Ultimi anni

Il Principato di Moravia sotto il regno di Mojmír I

Mojmir I sfruttò la guerra civile che imperversò nell'impero carolingio come opportunità per tramare una ribellione e cercare di liberarsi dal giogo della sovranità dei Franchi negli anni 840. In virtù della sua politica, il suo potere emergente divenne una seria minaccia per Ludovico II il Germanico, sovrano del regno dei Franchi Orientali. Questi invase per tutta risposta la Moravia a metà dell'agosto del 846. Nel corso delle incursioni, gli attaccanti trovarono poca resistenza e riuscirono a detronizzare Mojmír. Stando a quanto raccontano le fonti, il monarca fuggì o perì nel corso dell'invasione. Un suo parente, Rastislav, ricevette la nomina di nuovo sovrano dello stato cliente della Moravia.
(Annali di Fulda (anno 846).)

### Esplicative
1. ↑  Le fonti in slavo ecclesiastico antico si riferiscono ai sovrani Mojmiridi della Moravia sempre con il titolo "кнѧзь" o "княз" (knez), che compare anche nella versione parafrasata in arabo "k.náz". Le fonti greche traducono il più delle volte il titolo onorifico con "ἄρχων" (arconte), mentre le fonti latine non riportano una versione comune. Le opzioni maggiormente gettonate sono "dux" e "rex", di rado "regulus", "princeps" e "comes" unico. In che maniera il titolo di knez sia riconducibile a quelli moderni di principe, duca o re resta oggetto di dibattito accademico. Nel periodo pre-statale le tribù slave occidentali avevano regolarmente più di un sovrano, contrariamente alla situazione in Moravia dopo Mojmir I. – In: Miroslav Lysý: Titul mojmírovských panovníkov, S. 24-33; František Graus: Dux-rex Moraviae, S. 181-190; Sommer et al: Grande Moravia.

### Bibliografiche
1. ↑  (EN) András Róna-Tas, Hungarians and Europe in the Early Middle Ages: An Introduction to Early Hungarian History, CEU Press, 1999,  p. 243, ISBN 978-963-9116-48-1.
2. 1 2 3  Vlasto (1970), p. 20.
3. 1 2 3 4  Goldberg (2006), p. 138.
4. 1 2 3  Barford (2001), p. 109.
5. ↑  Kirschbaum (2005), p. 194.
6. ↑  Kirschbaum (2005), pp. 180, 194.
7. 1 2  Barford (2001), p. 57.
8. 1 2 3 4  Spiesz e Čaplovič (2006), p. 17.
9. 1 2  Barford (2001), p. 79.
10. ↑  Kirschbaum (2005), p. 248.
11. ↑  Kirschbaum (2005), p. 3.
12. 1 2  Bowlus (1995), p. 6.
13. ↑  Goldberg (2006), pp. 137, 354.
14. ↑  Vlasto (1970), pp. 20, 325.
15. ↑  Vlasto (1970), pp. 23-24.
16. 1 2 3  Vlasto (1970), p. 24.
17. 1 2  Sommer et al. (2007), p. 221.
18. ↑  Vlasto (1970), p. 326.
19. ↑  Goldberg (2006), pp. 135-136.
20. ↑  Bowlus (1995), pp. 105-106.
21. ↑  Goldberg (2006), pp. 16, 138.
22. 1 2 3  Spiesz e Čaplovič (2006), p. 20.
23. ↑  Bowlus (1995), p. 105.
24. 1 2  Goldberg (2006), p. 140.
25. ↑  Annali di Fulda, p. 25.

### Fonti primarie
- (LA) Annali di Fulda, su dmgh.de. URL consultato il 17 settembre 2021.
- (LA) Georg Waitz e Georg Heinrich Pertz, Gli Annali di San Bertino, impensis bibliopolii Hahniani, 1883.

### Fonti secondarie
- (EN) Paul M. Barford, The Early Slavs: Culture and Society in Early Medieval Eastern Europe, Ithaca, Cornell University Press, 2001, ISBN 0801439779.
- (EN) Maddalena Betti, The Making of Christian Moravia (858-882): Papal Power and Political Reality, Brill, 2013, ISBN 978-90-04-26008-5.
- (EN) Charles R. Bowlus, Franks, Moravians, and Magyars: The Struggle for the Middle Danube, 788-907, Philadelphia, University of Pennsylvania Press, 1995, ISBN 978-08-12-23276-9.
- (EN) Eric J. Goldberg, Struggle for Empire: Kingship and Conflict under Louis the German, 817-876, Ithaca, Cornell University Press, 2006, ISBN 978-08-01-43890-5.
- (EN) Stanislav J. Kirschbaum, A History of Slovakia: The Struggle for Survival, 2ª ed., Basingstoke, Macmillan, 2005, ISBN 978-03-33-62079-3.
- (EN) Petr Sommer, Dušan Třeštík, Josef Žemlička e Zoë Opačić, Christianization and the Rise of Christian Monarchy: Scandinavia, Central Europe and Rus' c.900–1200, 1ª ed., Cambridge, Cambridge University Press, 2007,  pp. 214-262, ISBN 978-11-39-46836-7.
- (EN) Anton Spiesz e Dusan Čaplovič, Illustrated Slovak History: A Struggle for Sovereignty in Central Europe, Bolchazy-Carducci Publishers, 2006, ISBN 978-0-86516-426-0.
- (EN) Alexis P. Vlasto, The Entry of the Slavs into Christendom: An Introduction to the Medieval History of the Slavs, Cambridge, Cambridge University Press, ISBN 978-05-21-07459-9.